# Herrschaft Emerkingen

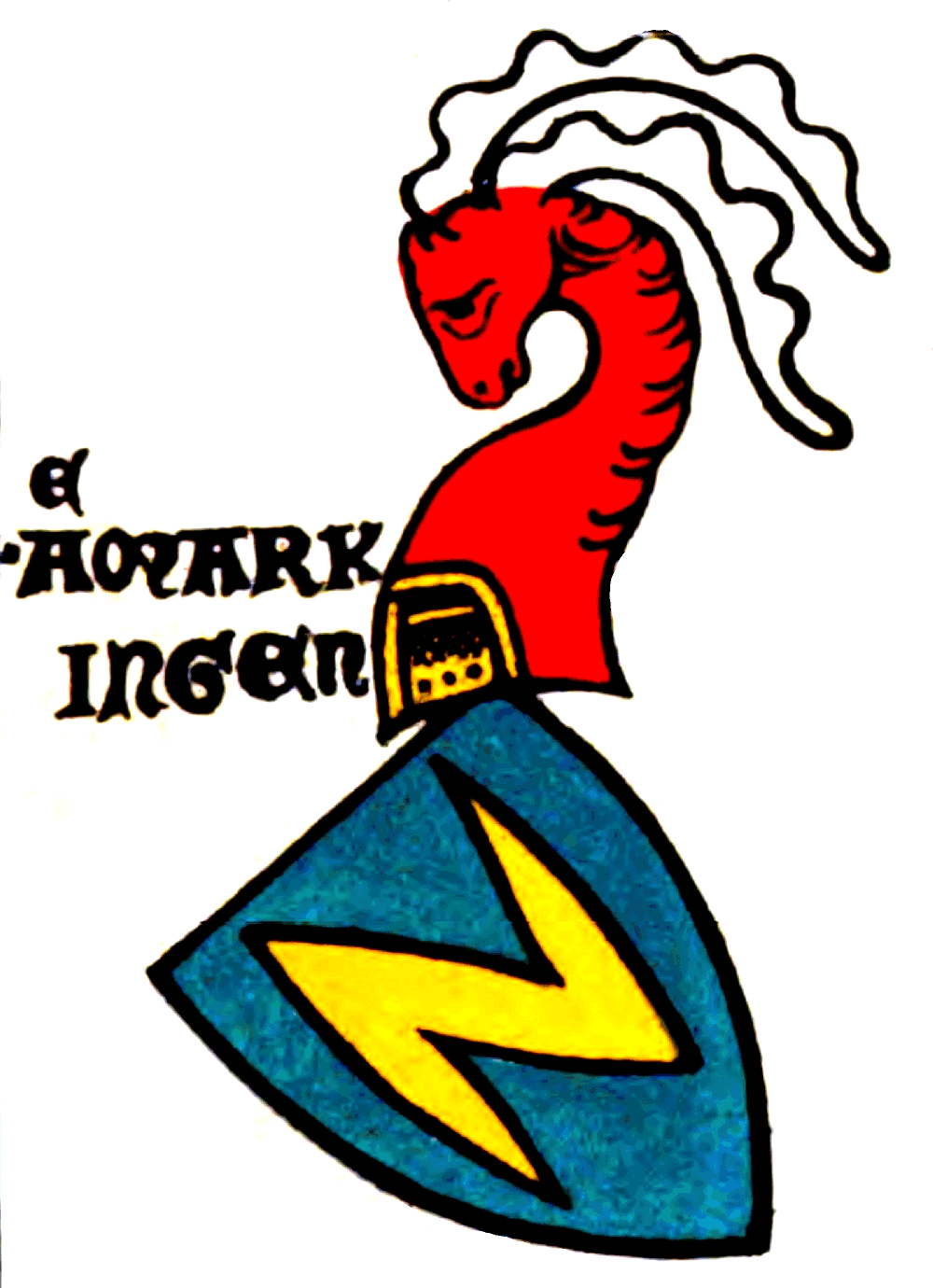
Wappen der Herren von Aemarkingen (Emerkingen), Zürcher Wappenrolle, ca. 1340

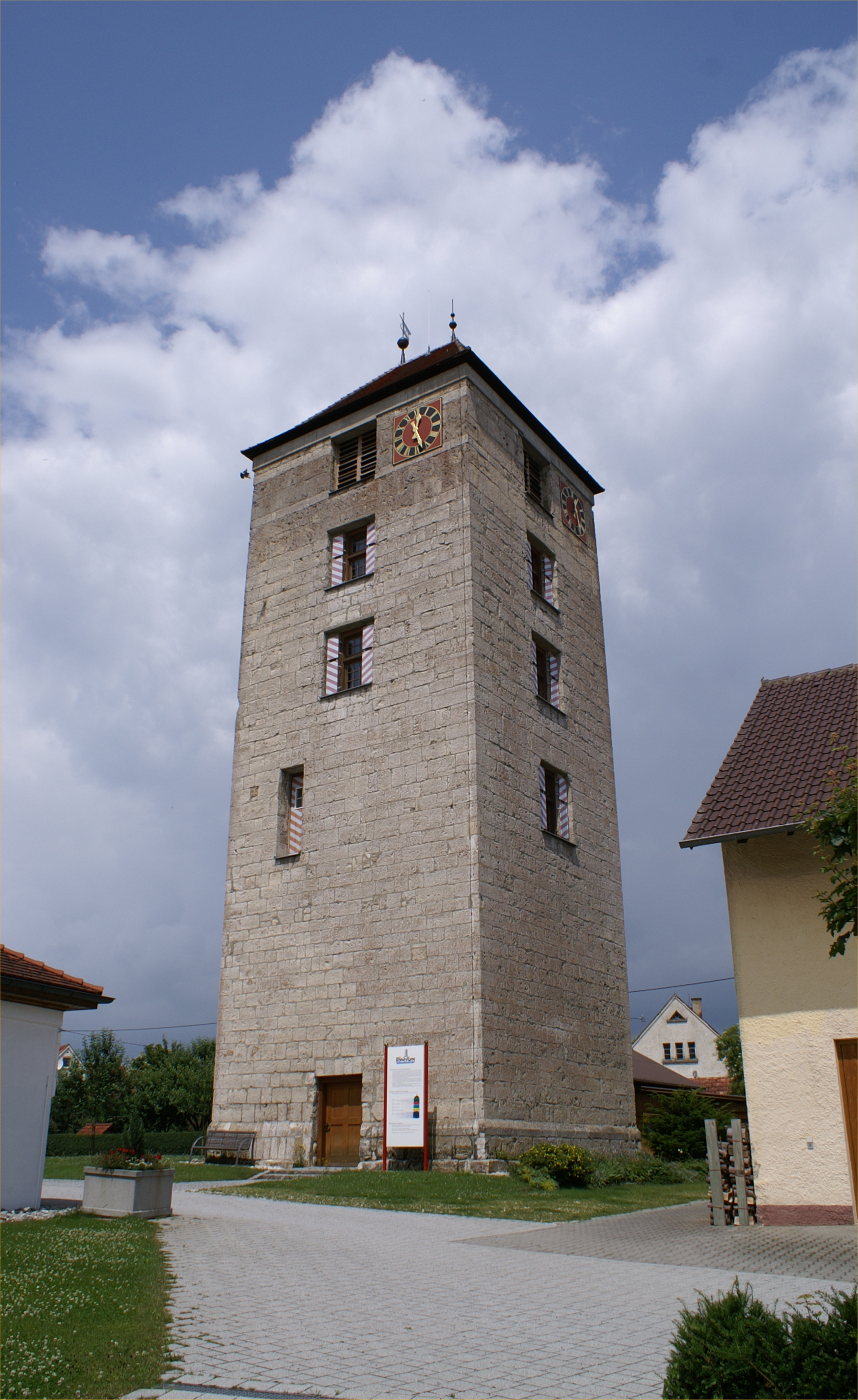
Sogenannter Römerturm, Bergfried der ehemaligen Burg in Emerkingen

Die Herrschaft Emerkingen war eine Herrschaft mit Sitz in Emerkingen, heute eine Gemeinde im Alb-Donau-Kreis in Baden-Württemberg. 
Die Herren von Emerkingen waren 1293 Reichsministeriale und von 1285 bis 1297 Vögte des Klosters Zwiefalten. Im Jahr 1367 wurde die Herrschaft Emerkingen an die Herren von Freyberg verkauft. 
Danach ging sie an die Stein zum Rechtenstein über und 1445 zur Hälfte an Österreich, das 1732/1734 damit die Grafen von Stadion belehnte, die im 19. Jahrhundert auch die andere Hälfte erwarben. 
Die Herrschaft gehörte zum Ritterkanton Donau. Sie gelangte 1805 unter die Landeshoheit des Kurfürstentums Württemberg, welches im Jahr darauf zum Königreich erhoben wurde. Das Gebiet wurde dem Oberamt Ehingen unterstellt. Die Burg in Emerkingen wurde erst 1870 größtenteils abgetragen.